# James Jeffries (Politiker)
James A. Jeffries (* Oktober 1836; † 18. Januar 1910) war ein US-amerikanischer Politiker. Zwischen 1888 und 1892 war er Vizegouverneur des Bundesstaates Louisiana.

## Werdegang
Die Quellenlage über James Jeffries ist sehr schlecht. Gesichert ist, dass er zumindest zeitweise in Alexandria im Rapides Parish in Louisiana lebte. Während des Bürgerkrieges diente er im Heer der Konföderation. Später gehörte er auch einer Veteranenorganisation an. Politisch wurde er Mitglied der Demokratischen Partei. Innerhalb dieser Partei schloss er sich der Fraktion um Francis T. Nicholls an. Zwischenzeitlich saß er auch im Democratic National Committee.
1888 wurde Jeffries an der Seite von Nicholls zum Vizegouverneur von Louisiana gewählt. Dieses Amt bekleidete er zwischen 1888 und 1892. Dabei war er Stellvertreter des Gouverneurs und Vorsitzender des Staatssenats. Zur gleichen Zeit gehörte er auch wieder dem Bundesvorstand der Demokraten an. Er starb am 18. Januar 1910 und wurde in Shreveport beigesetzt.